# Характерные черты французской аграрной истории
«Характерные черты французской аграрной истории» (фр. Les Caractères originaux de l'histoire rurale française) — историческая монография французского исследователя-анналиста Марка Блока, впервые опубликованная в 1931 году. Считается одним из главных трудов этого автора, внёсшим «важный вклад в исследование поземельных отношений».

## Восприятие и значение
«Характерные черты…» высоко оцениваются в медиевистике. По словам Жака Ле Гоффа, в этой книге Блок «блестяще воспользовался достижениями географической истории французского типа и положил начало новому подходу к аграрной истории Средних веков и Нового времени».
Монография Блока стала новаторской, так как в ней речь идёт не об узкой проблеме, как это было характерно для историографии начала XX века, а об аграрной истории целой страны на протяжении ряда эпох. Автор собрал огромный материал, рассмотрел его под неожиданным углом, а выводы изложил в увлекательной и яркой форме.